# Legend of Wukong
 Legend of Wukong (悟空传说 Wù Kōng Chuán Shuō) é um jogo de RPG eletrônico chinês feito para Sega Mega Drive/Genesis criado pela Gamtec.
Foi lançado em Taiwan no ano de 1996. A história do jogo é baseada no famoso conto chinês, Jornada ao Oeste.
Uma tradução para o inglês foi feita pela companhia estadunidense Super Fighter Team, que logo começou a realizar pré-vendas a partir de 3 de Dezembro de 2008, pelo preço de USD$40,00.
O jogo possui 16-megabits(2 MB).
O hardware do cartucho do jogo original foi desenhado por Kim Biu Wong, chefe da
Tototek, e o presidente da Super Fighter Team, Brandon Cobb. Todas as peças foram fabricadas na China.
Legend of Wukong funciona com qualquer Mega Drive, Genesis, ou Sega Nomad, independente de sua região(NTSC ou PAL), essa compatibilidade universal foi uma de várias mudanças adicionais feitas ao jogo pela Super Fighter Team em preparação para seu lançamento mundial.

## História[2]
Na primeira cena do jogo somos apresentados a um jovem estudante curioso, Wukong, e seu vizinho brilhante, o inventor Doutor Tang. Como sempre faz, Wukong decidiu passar pelo laboratório do doutor completamente sem aviso prévio. No entanto, o médico não está chateado por sua visita. Pelo contrário, Dr. Tang aproveita esta oportunidade para iniciar uma energética se não tediosa conversa sobre sua mais nova grande invenção: a primeira e única máquina do tempo do mundo.
Enquanto o doutor continua a divulgar sua realização, Wukong com curiosidade decide se esgueirar para dar ao dispositivo um olhar mais atento. Subindo a máquina do tempo, ele investiga os equipamentos de ponta com temor perplexo. Sem saber quando parar, o rapaz começa a mexer com o equipamento estranho, desconhecido. Antes que soubesse, o dispositivo anteriormente latente entra em ação. Então, com um flash - Wukong e a máquina somem.
Com a realidade fria batendo-lhe de imediato, Dr. Tang está congelado no lugar com um frio na espinha. Preocupação, pesar e responsabilidade pessoal de seu coração e na cabeça, e ele começa a quebrar. Neste momento de angústia, tudo que ele pode pensar que fazer é gritar em pânico.
Quanto a Wukong, jovem inexperiente nos caminhos da viagem no tempo, ele foi enviado para o mesmo ponto no tempo e no espaço que havia sido pré-programada para a viagem do doutor do teste: o Vila do Sol durante a Dinastia Tang da China. As falhas da máquina do tempo fizeram com que quando ela colidiu no chão, aterrissou com tal força que jogou Wukong para fora e o deixou temporariamente inconsciente. Enquanto Wukong descansa, a máquina do tempo estava sendo apanhada pelo sistema inventado por Tang, o Automated Robotic System Extractor (ou "ARSE" para encurtar) apenas para ser interceptado por um monstro local antes que ela possa ser devolvida para o futuro. Alguns dos moradores aparecem em cena para investigar o tumulto, mas rapidamente são afugentados pela vestimenta incomum de Wukong, julgando que o traje é de um monstro.
Quando Wukong acorda, ele está muito confuso e até um pouco preocupado com o seu ambiente atual. Felizmente, um monge amigável apressa-se a sua ajuda para responder a perguntas, dar orientações e até mesmo fornecer o jovem algumas roupas adequadas e um pouco de dinheiro no bolso. Como Wukong rapidamente descobre, a máquina do tempo havia trabalhado conforme descrito e que ele não está, na verdade, sobre o conjunto de um filme sobre o "tempos antigos". Com estas realizações em mente, ele parte para a aldeia para saber sobre a máquina do tempo.
Passados alguns aldeões sem reposta, Wukong se depara com o ancião da aldeia, que lhe informa que um objeto semelhante a máquina do tempo tinha sido recentemente vista. Parece que a China antiga era repleta de ladrões, monstros e demônios, e que a máquina do tempo tinha apanhado à atenção deles.

## Personagens[3]
Os personagens estão listados de acorodo com suas ocupações no jogo.
| Personagem  | Ocupação                          | Descrição |
| ----------- | --------------------------------- | --- |
| Wukong      | Protagonista(principal) Estudante | Um estudante de treze anos de idade de Taiwan, que é cheio de vida, curiosidade e malícia. Não sendo o menino mais bonito do mundo, as pessoas às vezes se referem a ele como "cara de macaco" nas costas. Quando não está estudando, praticando artes marciais ou jogando videogame em sua Super A'can, Wukong pode ser encontrado verificando as últimas invenções de Doutor Tang.                                                  |
| Pigsy       | Protagonista                      | Pigsy nasceu com o corpo de um homem, e, numa cruel reviravolta do destino, com as características de um animal. Profundamente envergonhado por sua aparência monstruosa, ele se escondeu, focando sua mente em exercícios intensos e desencadeando sua agressão sobre monstros que andam por perto. Sempre com fome de comida e de mulheres, a atenção Pigsy é descarrilada por vezes - mas ele sempre pode ser contado em uma luta. |
| Wujing      | Protagonista                      | Wujing já foi uma criança doce e inocente, mas sua vida mudou radicalmente quando sua mãe foi morta por um demônio. Desde aquele dia, ela gastou todo seu tempo livre estudando técnicas de luta e magia, tudo em nome da vingança. Mesmo assim, seu coração anseia para acertar suas contas logo para que ela possa voltar a uma vida normal, amar e cuidar dos outros como sua mãe lhe ensinou.                                     |
| Doutor Tang | NPC Inventor                      | Um inventor brilhante e vizinho de Wukong. Entre suas realizações em nome da ciência são sapatos mágicos, um lobo "de-Barker" e seu último (e maior avanço): A primeira e única máquina do tempo do mundo. Um homem orgulhoso, o doutor gosta de falar de seus inventos para quem quiser ouvir. |

## Jogabilidade
Durante o combate, aqueles com as estatísticas de alta velocidade terão a oportunidade de tomar a primeira ação. Por sua vez, os heróis podem optar por atacar o inimigo com sua arma, um
feitiço mágico, usar um item ou tentativa de fuga. Os jogadores têm muito tempo para examinar as opções livremente, de modo a fazer uma escolha confiante.
Jogadores podem registrar seu andamento em qualquer um dos três slots disponíveis para salvar.
Quando a opção strike é selecionada, os personagens tem a oportunidade de
concentrar suas forças ou combinadas em um inimigo em particular até
que seja derrotado, ou, individualmente, para se ter uma ideia do inimigo de sua escolha.
Os três heróis e seus inimigos têm armas excepcionalmente diferentes e animações de ataque que são ilustradas a cada vez que se movem para atacar.
Cada personagem vai aprender um número impressionante de magias ofensivas, conforme continuam à aumentar de nível por meio de seus triunfos sobre os monstros.
Há inimigos que utilizam habilidades que fazem o personagem perder HP muito rapidamente(como um vapor venenoso), tanto durante o combate tanto quando se está atravessando o mapa do mundo.

## Recepção
Legend of Wukong não se popularizou muito, mas alguns sites realmente o analisaram, como foi o caso do Sega-16.
O jogo foi criticado por possuir um sistema de batalha muito comum, se tratando de uma batalha lateral, com melhorias de equipamentos e eventos a serem descobertos, mas foi muito elogiado pela apresentação de seu enredo, adicionando também que o impacto causado, pelos diálogos considerados como engraçados que prendem a atenção do jogador do começo ao fim, não podia ser medido, já que os enredos de RPGs da era 16-bit eram considerados já muito clichê.
As batalhas foram consideradas muito frequentes, porém também justas e suaves.
O desenho dos calabouços (dungeons no jargão do RPG) também foi bastante elogiado, pois, apesar de pequenos, eram considerados verdadeiros labirintos.

## Curiosidades
- Legend of Wukong foi o segundo jogo a ser lançado comercialmente para o Mega Drive nos Estados Unidos da América desde 1998.

- O sistema ARSE da máquina do tempo, em inglês, significa uma palavra chula relativa ao ânus.

- O jogo era originalmente conhecido como Wucom Legend .